# Clavidesmus metallicus
Clavidesmus metallicus là một loài bọ cánh cứng trong họ Cerambycidae.